# Bầu cử tổng thống Ấn Độ 2022
Cuộc bầu cử tổng thống Ấn Độ 2022 là cuộc bầu cử tổng thống lần thứ 16 tại Ấn Độ được tổ chức vào ngày 18 tháng 7 năm 2022 để bầu ra tổng thống Ấn Độ. Tổng thống đương nhiệm Ram Nath Kovind không tái tranh cử. Cuộc bầu cử có tỷ lệ cử tri đi bỏ phiếu là 99,12%.

## Kết quả
| Ứng cử viên                                   | Ứng cử viên                                   | Liên minh                                     | Phiếu bầu cá nhân | Phiếu bầu Đại cử tri đoàn | %     |
| --------------------------------------------- | --------------------------------------------- | --------------------------------------------- | ----------------- | ------------------------- | ----- |
|                                               | Droupadi Murmu                                | Liên minh Dân chủ Quốc gia                    | 2,824             | 676,803                   | 64.03 |
|                                               | Yashwant Sinha                                | Đối lập Thống nhất                            | 1,877             | 380,177                   | 35.97 |
|                                               |                                               |                                               |                   |                           |       |
| Phiếu bầu hợp lệ                              | Phiếu bầu hợp lệ                              | Phiếu bầu hợp lệ                              | 4,701             | 1,056,980                 | 98.89 |
| Phiếu bầu không hợp lệ/trống                  | Phiếu bầu không hợp lệ/trống                  | Phiếu bầu không hợp lệ/trống                  | 53                | 15,397                    | 1.11  |
| Tổng cộng                                     | Tổng cộng                                     | Tổng cộng                                     | 4,754             | 1,072,377                 | 100   |
| Cử tri phiếu bầu đã đăng ký/Tỷ lệ đi bỏ phiếu | Cử tri phiếu bầu đã đăng ký/Tỷ lệ đi bỏ phiếu | Cử tri phiếu bầu đã đăng ký/Tỷ lệ đi bỏ phiếu | 4,809             | 1,086,431                 | 98.86 |